# علي المشاني
علي المشاني (مواليد 12 مارس 1993) هو لاعب كرة قدم تونسي يلعب في خط الدفاع .

## مسيرة اللاعب
لعب سابقاً في النادي البنزرتي والترجي ونادي الشحانية.